# Hieracium capitonale
Hieracium capitonale es una especie de planta con flor del género Hieracium, de la familia Asteraceae, orden Asterales.

## Distribución
Hieracium capitonale se distribuye por Suecia.

## Taxonomía
Fue descrita científicamente por Johanss. Fue publicada en Dalarn. Hierac. Silvat.: 14 (1923).